# Line Printer Daemon protocol

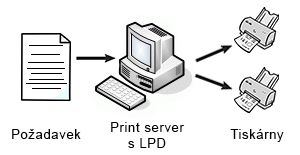
Line Printing Daemon protokol

Line Printer Daemon protocol/Line Printer Remote protocol (nebo také LPD/LPR) je síťový protokol pro zasílání tiskových úloh mezi systémy UNIX a vzdálenými tiskárny. Původní LPD pochází z Berkeley printing system, který byl implementován v BSD. V moderních Linuxových distribucích se využívá tzv. Common Unix Printing System (CUPS), který podporuje nejenom LPD, ale například i Internet Printing Protocol (IPP). Existují i různé komerční rozšíření, které ovlivňují Berkeley printing system. A to zejména v oblastech, kde je zapotřebí robustnější funkcionality a výkonnosti (jako jsou například velké firemní sítě), než jakou poskytuje LPD/LPR (nebo CUPS) samostatně. Specifikace LPD protokolu se nachází v RFC 1179.

## Použití
Server pro LPD protokol naslouchá na TCP portu 515. Požadavek začíná bytem obsahujícím kód požadavku, následují argumenty požadavku a končí ASCII znakem LF. Obsahuje pět různých příkazů - print, cancel, show status, show long a reset.
LPD tiskárna je identifikována IP adresou serveru a názvu fronty daného stroje. Jeden LPD server může obsahovat více front s různými jmény i nastavením. Názvy front rozlišují velká a malá písmena (tzv. case sensitive). Některé moderní implementace LPD na síťových tiskárnách mohou ignorovat velikost písmen i názvy front a posílat všechny úlohy na stejnou tiskárnu. Jiné zase mají možnost automaticky vytvořit novou frontu, pokud přijmou novou úlohu s novým názvem fronty. To napomáhá ke zjednodušení nastavení LPD serveru. Některé firmy (například D-Link v modelu DP-301P+) mají v tradici nazývat fronty "lpt1" nebo "LPT1".
Tiskárny, které podporují LPD/LPR, jsou občas nazývány jako "TCP/IP tiskárny" (TCP/IP je použit pro navázání spojení mezi tiskárnou a klienty v síti). Ovšem tento název by mohl být stejně tak použit i u tiskáren podporujících Internet Printing Protocol.
Protokol může být použit nejenom pro komunikaci s LPD/LPR servery, ale také s jinými tiskovými servery.
V Microsoft Windows lze Line Printer Daemona používat skrz software a přijímat tak požadavky z jakéhokoliv systému (Unix, Linux, Windows, atd.) a následně je tisknout na tiskárně přidružené k Windows.